# Савет Европске уније
Савет Европске уније или Савет министара Европске уније је главни орган за доношење одлука у Европској унији. Оличење је земаља чланица чије представнике окупља регуларно на министарском нивоу. На основу дневног реда, Савет се састаје у различитом саставу: инострани послови, финансије, образовање, телекомуникације итд. То је једно од два законодавна тела и заједно са Европским парламентом служи за измену и одобравање или улагање вета на предлоге Европске комисије која има право иницијативе.
Савет има известан број обавеза:
1. Он је законодавни орган Уније; за широк домен питања практикује ту законодавну моћ заједно са Европским парламентом;
2. Координира економским смеровима земаља чланица;
3. Закључује, у име ЕУ, међународне договоре са једном или више држава или међународних организација;
4. Заједно са Парламентом руководи буџетом;
5. Доноси одлуке потребне за утврђивање и спровођење заједничке међународне и безбедносне политике на основу општих регулација које је донео Савет Европе;
6. Координира активностима земаља чланица и усваја мерила у полицијској и правосудној сарадњи у питањима криминала.

Седиште Савета је у Бриселу. Савет Европске уније не треба мешати са Европским саветом, засебним органом Европске уније, нити са Саветом Европе, засебном пан-европском институцијом са седиштем у Стразбуру, независном од ЕУ.

## Председништво Савета Европске уније
| Председништво у Европском савету и у Савету Европске уније |                     |       |                      |       |                        |
| година, земља (1. половина, 2. половина)                   |                     |       |                      |       |                        |
| 2007.                                                      | Немачка, Португал   | 2008. | Словенија, Француска | 2009. | Чешка, Шведска         |
| 2010.                                                      | Шпанија, Белгија    | 2011. | Мађарска, Пољска     | 2012. | Данска, Кипар          |
| 2013.                                                      | Ирска, Литванија    | 2014. | Грчка, Италија       | 2015. | Летонија, Луксембург   |
| 2016.                                                      | Холандија, Словачка | 2017. | Малта, Естонија      | 2018. | Бугарска, Аустрија     |
| 2019.                                                      | Румунија, Финска    | 2020. | Хрватска, Немачка    | 2021. | Португалија, Словенија |

## Састав
Председништво Савета се ротира сваких шест месеци између влада држава чланица ЕУ, при чему релевантни министри земље која председава у датом тренутку обезбеђују несметан ток састанака и утврђују дневни ред. Континуитет између председништава обезбеђен је аранжманом према којем три узастопна председништва, позната као председнички трио, деле заједничке политичке програме. Међутим, Већем за спољне послове (национални министри спољних послова) председава Високи представник уније.
Одлуке савета се доносе квалификованом већином у већини области, једногласном већином у другим областима или једноставном већином за процедурална питања. Обично тамо где делује једногласно, потребно је само да се консултује са парламентом. Међутим, у већини области се примењује редовна законодавна процедура, што значи да савет и парламент подједнако деле законодавна и буџетска овлашћења, те да оба морају да се сложе да би предлог био усвојен. У неколико ограничених области Cавет може сам да покрене нови ЕУ закон.

## Историја
Савет се први пут појавио у Европској заједници за угаљ и челик (ECSC) као „Специјални савет министара“, основан да буде противтежа Високом ауторитету (наднационална извршна власт, сада комисија). Првобитни савет је имао ограничена овлашћења: питања која се односе само на угаљ и челик била су у домену управе, а сагласност савета је била потребна само за одлуке ван угља и челика. У целини, савет је само надгледао Високи ауторитет (извршну власт). Римским уговорима су успостављене две нове заједнице 1957. године, а са њима и два нова савета: Савет Европске заједнице за атомску енергију (EAEC) и Савет Европске економске заједнице (EEC). Међутим, због примедби на наднационалну моћ власти, њихови савети су имали већа овлашћења; нови извршни органи су били познати као „комисије“.
Године 1965, савет је захватила „криза празне столице“. Због неслагања између француског председника Шарла де Гола и предлога Комисије за пољопривреду, између осталог, Француска је бојкотовала све састанке савета. Ово је зауставило рад савета све док застој није решен следеће године Луксембуршким компромисом. Иако је покренута коцкањем председника комисије Валтера Халштајна, који је касније изгубио место председника, криза је открила недостатке у раду савета.
Према Уговору о спајању из 1967. године, Специјални савет министара ECSC-а и савет EAEC-а (заједно са њиховим другим независним институцијама) спојени су у Савет европских заједница, који би деловао као јединствено веће за све три институције. Савет је 1993. године усвојио назив „Савет Европске уније“, након успостављања Европске уније Уговором из Мастрихта. Тај уговор је ојачао Савет, уз додатак више међувладиних елемената у систему три стуба. Међутим, у исто време, парламент и комисија су ојачани унутар Стуба заједнице, што је смањило способност Савета да делује независно.
Уговором из Лисабона укинут је систем стубова и дата су додатна овлашћења парламенту. Такође је спојен саветов високи представник са шефом спољне политике комисије, при чему је ова нова фигура председавала Саветом за спољне послове, а не ротирајуће председништво. Европски савет је проглашен одвојеном институцијом, којим такође председава стални председник, и различите конфигурације савета су по први пут поменуте у уговорима.
Развој савета је окарактерисан порастом моћи парламента, са којим је савет морао да дели своја законодавна овлашћења. Парламент се често супротстављао жељама савета. Ово је у неким случајевима довело до сукоба између два тела са системом међувладиног савета што је контрадикција парламентарних система у развоју и наднационалних принципа.

## Овлашћења и функције
Примарна сврха савета је да делује као једно од два тела законодавне гране ЕУ са вето овлашћењима, при чему је друго Европски парламент. Заједно служе за допуну, одобравање или одбијање предлога Европске комисије, која има искључиву власт да предлаже законе. Заједно са парламентом, Савет има буџетска овлашћења уније и има већу контролу од парламента над више међувладиних области ЕУ, као што су спољна политика и макроекономска координација. Коначно, пре ступања на снагу Лисабонског уговора, он је формално имао извршну власт ЕУ која је пренета на Европску комисију. Неки сматрају да је еквивалентан горњем дому законодавног тела ЕУ, иако није описан као такав у уговорима. Савет представља извршне владе држава чланица ЕУ и налази се у згради Европа у Бриселу.